# 北婆羅洲
北婆羅洲是1882年—1946年由北婆羅洲特許公司控制的一个英屬保護領，位置處于婆罗洲島東北部。第二次世界大戰後的1946年，改稱北婆羅洲直轄殖民地，成為大英帝國的皇家殖民地之一，今為沙巴州及納閩聯邦直轄區。

## 历史

### 峇蘭巴雁島
1761年，英國東印度公司官員亞歷山大·達爾林普爾與蘇祿蘇丹達成了一項協議，允許他佔領位於古達51公里外海的峇蘭巴雁島（即英國所知的費利西亞島）。此地建立成一個自由港，以達致大英帝國在東亞地區的利益，特別是與中國之間的貿易。
然而，由於不斷發生的海盜襲擊事件以及其他原因，此自由港未能成為一個長期的贸易據點，導致英國在1805年11月不得不將其遺棄。

### 北婆羅洲的建立
1865年，美国驻文莱领事查理·摩西斯从蘇祿蘇丹手中获的北婆羅洲的10年租约；可是，在后南北战争时期，美国方面决定停止在亚洲地区的殖民活动，所以摩西斯就将他所得到的租约权转让给以香港为中心，由Joseph William Torrey, Thomas Bradley Harris, Tat Cheong以及其他可能的的中國商人所擁有的美利坚贸易公司（American Trading Company of Borneo）。Torrey開始在金馬利河口建立據點，並命名為ELLENA。但由於試圖尋找財政支持的失敗，以及移民勞工面對疾病，死亡等，據點在1866年底被放棄。Harris在1866年去世，而Torrey在1877年回到美國，最終在1884年3月於麻省波士頓離世。
而由於北婆羅洲的租賃將在1875年1月終止，Torrey將權益出售予奧匈帝國駐香港領事貝克男爵（Baron Von Overbeck）。貝克男爵於1878年1月22日從汶萊天猛公手上將租賃延長10年以及與蘇祿蘇丹簽訂類似的條約。為了資助他在北婆羅洲的計劃，貝克男爵得到英國人登特兄弟（Alfred Dent以及Edward Dent）的財政支持。然而，計劃未能引起政府的興趣。貝克男爵於1880年退出計劃，並將北婆羅洲作為罪犯流放地賣給意大利，租約後來被轉讓給一位Alfred Dent。而Alfred Dent正是由阿禮國爵士以及海軍上將亨利·凱培爾（Henry Keppel）爵士支持。
Alfred Dent以及Edward Dent在1881年7月成立British North Borneo Provisional Association Ltd，並於同年11月1日正式獲得皇家特許狀，此英國公司自此取得沙巴主權。在1882年5月，北婆羅洲特許公司（North Borneo Chartered Company）取代了British North Borneo Provisional Association Ltd。阿禮國爵士成為第一任總督而Alfred Dent則成為董事總經理。儘管一些荷蘭人、西班牙人和砂拉越政府提出外交抗議，北婆羅洲特許公司仍著手建立據點以及管治這片領土。公司隨後向蘇祿蘇丹進一步收購主權和領土權益，將控制的領土擴大至必打丹河（1884年）、巴達斯区（1884年11月）、高坑河（1885年2月）、美人魚群島（1885年4月）以及部分巴達斯地區（1898年3月）。
公司於受猖獗的海盜和部落爭鬥影響的北婆羅洲恢復和平，為北婆羅洲的經濟增長奠定了基礎。公司亦廢除了奴隸制，並為居民提供運輸，衛生和教育。即使中國移民被引入，短期内北婆羅洲人口仍未超过10萬。通過當地人和移民，拓荒、种植业、伐木業的共同努力，种植煙草和橡膠的園丘開始快速发展。

### 英國的保護國
1888年，北婆羅洲成為英國的保護國，但其管治仍然完全在北婆羅洲特許公司的手中，英國只保留控制北婆羅洲的對外關係。
從1890年到1905年，英國政府將其殖民地納閩置於北婆羅洲的管治下。
北婆羅洲公司的管治對地區的發展有很大的影響。雖然普遍和平，但是當地居民仍偶爾不滿徵收的稅費和因歐洲種植園引起的土地損失。最嚴重的反抗是1894年至1900年的末沙烈戰爭，以及於1915年姆律族的Rundum起義。

## 政府

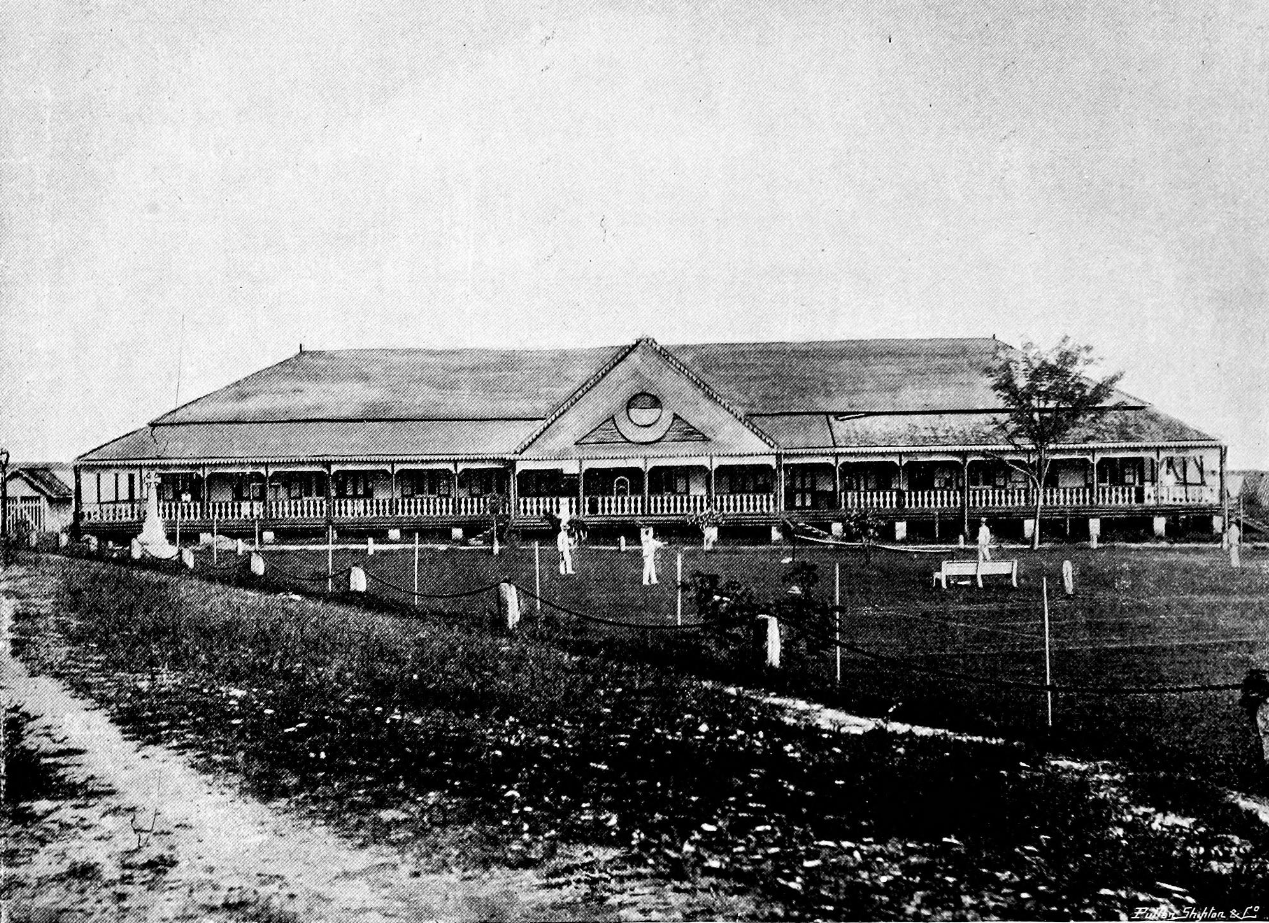
位於北婆羅洲首府山打根的英國行政大樓

特許公司的行政系統基本上沿用大英帝國統治架構，將土地分為州（Residency），州以下再細分為縣（Distirct）。最初只有2州：東海岸州與西海岸州，首府分別設立於山打根與爵士頓。各個州以下原先設置省份（Province），後改稱縣。由縣長管理。1922年，共設置了5個州，以利於經濟發展。一共是：西海岸州、古達州、斗湖州、內陸州、東海岸州，5州共劃分為17縣。在這個體系中，由英國人擔任高階行政職位，地方酋長則負責基層事務。英國人並非特意將統治階層設計成如此，而是在縣長不熟悉地方風俗民情下做出的便宜之計。
特許公司的統治下，北婆羅洲改善海盜猖獗與種族衝突頻繁的問題，為經濟發展打下良好的基礎。特許公司廢除奴隸制度，並為人民建立交通建設、醫療機構和教育機構，並允許原住民保有原有生活與文化。